# Marcel Keizer
Marcel Keizer (Badhoevedorp, 15 gennaio 1969) è un allenatore di calcio ed ex calciatore olandese, di ruolo difensore, vice allenatore dell'Ajax.

## Carriera

### Allenatore
Dopo aver giocato in serie olandesi nel 2007 gli fu affidata la panchina dei dilettanti dell'SV Argon di Mijdrecht, con i quali rimase fino al 2011. Per la stagione 2011-2012 passò alla guida del VVSB di Noordwijkerhout, che era appena stato promosso e stava per esordire nella Derde Divisie, il campionato di terzo livello dei Paesi Bassi. A fine campionato fu ingaggiato dal Telstar di Velsen, squadra con la quale si piazzò 14º e 15º nei due campionati disputati in Eerste Divisie, il secondo livello del calcio olandese.
Per la stagione 2014-2015 tornò come direttore sportivo al Cambuur, il club di Leeuwarden con il quale aveva giocato diversi anni, che stava per disputare il campionato in Eredivisie, il massimo livello del calcio olandese. Quell'anno il Cambuur arrivò ai quarti di finale in Coppa d'Olanda. Dopo una sola annata tornò ad allenare trasferendosi all'Emmen in Eerste Divisie. In febbraio interruppe il rapporto con la società e fece ritorno al Cambuur, questa volta in veste di allenatore, non riuscendo ad evitare la retrocessione in seconda serie.
In giugno lasciò anche il Cambuur per allenare il Jong Ajax, la squadra di riserva dell'Ajax di Amsterdam che gioca in Eerste Divisie. Sostituì Peter Bosz sulla panchina della prima squadra nel giugno del 2017, ma dopo i mediocri risultati di inizio stagione, Keizer e il suo assistente Dennis Bergkamp furono esonerati nel dicembre successivo.
Il 2 giugno 2018 sostituisce il connazionale Henk ten Cate sulla panchina dell’Al-Jazira Club.
Il 9 novembre dello stesso anno diventa il nuovo allenatore dello Sporting Lisbona al posto dell'esonerato José Peseiro. Il 26 gennaio 2019 vince la Coppa di Lega ai tiri di rigore contro il Porto, contro cui vince anche la Coppa di Portogallo il 25 maggio, sempre ai rigori, mentre in Europa League, dopo aver superato il girone arrivando dietro all'Arsenal, la squadra è eliminata dal Villarreal ai sedicesimi di finale e in Primeira Liga si piazza terza dietro a Benfica e Porto. Dopo l’umiliazione subita contro il Benfica nella Supercoppa (5-0) e il negativo avvio di campionato (7 punti in 4 partite), il 3 settembre il club e il tecnico si accordano per la rescissione contrattuale.
Il 13 ottobre seguente torna all’Al-Jazira firmando un contratto biennale; sostituisce il connazionale Jurgen Streppel. Nel 2019-2020 la squadra si piazza terza in campionato a tre punti dall’Al-Ahli prima dello scoppio della pandemia. L'anno seguente vince il campionato con 57 punti e la Supercoppa degli Emirati Arabi Uniti 2021. Seguono un quarto e un quinto posto in campionato. 
Nell’estate del 2023 viene sostituito dal connazionale Frank de Boer e passa all’Al-Shabab in Arabia Saudita.

## Palmarès

### Giocatore

#### Competizioni nazionali
- Eerste Divisie: 1

Cambuur: 1991-1992

### Allenatore

#### Competizioni nazionali
- Coppa di Lega portoghese: 1

Sporting CP: 2018-2019
- Coppa del Portogallo: 1

Sporting CP: 2018-2019
- Campionato emiratino: 1

Al-Jazira: 2020-2021
- Supercoppa degli Emirati Arabi Uniti: 1

Al-Jazira: 2021